# Andreas Fischer (Historiker)
Andreas Fischer (* 1974) ist ein deutscher Historiker mit dem Schwerpunkt in der mittelalterlichen Geschichte. 
Andreas Fischer studierte von 1994 bis 1999 Geschichte, Englisch und Pädagogik an der Philipps-Universität Marburg. Er legte 1999 das erste Staatsexamen ab. Von 2001 bis 2003 war er Stipendiat der Gerda Henkel Stiftung und von 2002 bis 2004 Stipendiat des Deutschen Historischen Instituts in Rom. Von 2004 bis 2006 war er wissenschaftlicher Mitarbeiter am Institut für Geschichte und Kunstgeschichte der Technischen Universität Berlin. Er wurde 2005 bei Matthias Thumser an der Freien Universität Berlin promoviert zum Thema Kardinäle im Konklave. Die lange Sedisvakanz der Jahre 1268 bis 1271. Ein Jahr später wurde ihm für seine Dissertation der Friedrich-Meinecke-Preis verliehen. Er war von 2006 bis 2009 und von 2010 bis 2012 wissenschaftlicher Mitarbeiter am Friedrich-Meinecke-Institut der Freien Universität Berlin. Zwischenzeitlich hatte er 2009/10 ein einjähriges Fellowship am Humanities Center der Harvard University. Dort intensivierte er seine Studien zur Fredegar-Chronik und arbeitete weiter an seiner Habilitation.
Von 2012 bis 2019 war er wissenschaftlicher Mitarbeiter am Institut für Mittelalterforschung der Österreichischen Akademie der Wissenschaften in Wien. Er hatte 2016 eine Vertretung der Professur für die Geschichte der Spätantike und des frühen Mittelalters am Friedrich-Meinecke-Institut. Seine Habilitation erfolgte 2019 an der Freien Universität Berlin. Seit November 2019 lehrt er als Nachfolger von Klaus Herbers als Professor für mittelalterliche Geschichte und Historische Hilfswissenschaften an der Universität Erlangen-Nürnberg.
Seine Forschungsschwerpunkte sind die Historiographie und Hagiographie des frühen Mittelalters, die Merowingerzeit, Papsttum und Kardinäle im Hoch- und Spätmittelalter, Briefsammlungen und sozialer Zusammenhalt in vormodernen Gesellschaften. Im Jahr 2012 veröffentlichte Fischer eine deutschsprachige Synthese des Forschungsstandes zu Karl Martell. Seit den 1869 veröffentlichten Jahrbüchern des fränkischen Reiches 714–741. Die Zeit Karl Martells von Theodor Breysig erschien damit wieder eine monographische Behandlung Karl Martells. Fischer beabsichtigt mit dieser Darstellung, „die Herrschaft Karl Martells in ihrer Eigenständigkeit, ihrer Kontinuität und ihren Brüchen präziser zu fassen“.

## Schriften
Monographien
- Karl Martell. Der Beginn karolingischer Herrschaft (= Kohlhammer-Urban-Taschenbücher. Band 648). Kohlhammer, Stuttgart 2012, ISBN 978-3-17-020385-3.
- Kardinäle im Konklave. Die lange Sedisvakanz der Jahre 1268 bis 1271 (= Bibliothek des Deutschen Historischen Instituts in Rom. Band 118). Niemeyer, Tübingen 2008, ISBN 978-3-484-82118-7.

Herausgeberschaften
- mit Ian Wood: Western perspectives on the Mediterranean. Cultural transfer in Late Antiquity and the Early Middle Ages, 400–800 AD. Bloomsbury, London u. a. 2016, ISBN 978-1-4742-6920-9.
- mit Tanja Broser, Matthias Thumser: Kuriale Briefkultur im späteren Mittelalter. Gestaltung – Überlieferung – Rezeption (= Forschungen zur Kaiser- und Papstgeschichte des Mittelalters. Band 37). Böhlau, Köln u. a. 2015, ISBN 978-3-412-22498-1.